# Hermann Lange (Politiker, 1859)
Hermann Lange (* 19. August 1859; † 4. Juli 1923 in Neustrelitz) war ein deutscher Töpfer und Politiker.

## Leben
Lange war gelernter Töpfermeister und Hochofenfabrikant und lebte in Neustrelitz. 1919 wurde er für die DDP Abgeordneter der Verfassunggebenden Versammlung von Mecklenburg-Strelitz.